# Флаг Уяра
Флаг городского поселения город Уяр Уярского района Красноярского края Российской Федерации — опознавательно-правовой знак, служащий официальным символом муниципального образования.
Флаг утверждён 11 августа 2011 и 2 ноября 2011 года внесён в Государственный геральдический регистр Российской Федерации с присвоением регистрационного номера 7192.

## Описание
«Прямоугольное полотнище с отношением ширины к длине 2:3, воспроизводящее композицию герба города Уяр в жёлтом, красном и зелёном цветах».
Геральдическое описание герба гласит: «В червлёном и золотом поле, рассечённом со смещением вправо в виде льва, несущего в правой передней лапе золотую лопату рукоятью вправо и вниз, а в левой серп того же металла, в золотой части — зелёный стебель клюквы с двумя червлёными ягодами».

## Символика
Город Уяр был основан как населённый пункт в 1734—1737 годах при строительстве колёсного тракта, который должен был наладить регулярное почтовое сообщение восточно-сибирских городов с Тобольском и далее с Санкт-Петербургом. За почти три столетия Уяр прошел путь от станка (зимовья) до города — экономического центра одноимённого района. Значимость города в жизни Красноярского края отражена на флаге Уяра особым делением в виде льва, перекликающимся со львом из герба Красноярского края.
Стимулом для развития Уяра как торгового центра стало проведение в 1910 году новой линии железной дороги и строительство станции Клюквенной. Расстояние в полторы версты от станции до села было полностью застроено складскими и торговыми зданиями. Некоторое время село Уяр даже находилось в составе посёлка Клюквенный. Ветка клюквы указывает на одно из исторических названий современного города, делая, таким образом, композицию флага гласной.
Жёлтый цвет (золото) — символ урожая, стабильности, уважения, интеллекта, энергии.
Красный цвет — символ мужества, силы, труда, красоты и праздника.
Зелёный цвет — природы, здоровья, молодости, жизненного роста.

## История
Первый флаг города Уяра был утверждён решением Уярского городского Совета от 4 декабря 1997 года № 19.
Решением Совета депутатов города Уяр Красноярского края от 11 августа 2011 года № 57-р «О флаге города Уяра Красноярского края» предыдущее решение было признано утратившим силу, а флаг утверждённый в 1997 году решено считать памятником истории и культуры города Уяр.